# スワンルワン区
スワンルワン区（スワンルワンく、タイ語: เขตสวนหลวง）は、タイ王国バンコク都の行政区の一つ。
この行政区は、時計回りに、バーンカピ区、サパーンスーン区、プラウェート区、プラカノーン区、ワッタナー区の行政区に接している。

## 歴史
プラカノーン区の準行政区であったが、1989年11月9日にプラカノーン区から分離したプラウェート区の一部となった。1994年1月14日には他の区の周辺地域を一部取り込み、プラウェート区から分離してスワンルワン区が誕生した。

## 建物等
- 泰日工業大学